# Budavári Sikló
Le Budavári Sikló (/ˈbudɒvaːɾi ˈʃikloː/) ou funiculaire de Budapest est un chemin de fer historique inauguré en 1870, l’un des moyens d’accès au palais du château de Buda à Budapest. Situé dans le 1er arrondissement de Budapest, il a été inclus dans la liste du patrimoine mondial de l’UNESCO depuis 1987 en tant que partie intégrante des rives du Danube. Il circule entre Szent György tér et Clark Ádám tér pour rejoindre le château de Buda à partir du pont des Chaînes Széchenyi.

## Histoire

### Fiche technique
Ce funiculaire comporte 2 voitures de 24 places, il transporte environ 480 personnes à l'heure.
Le Budavári Sikló  fonctionne à l’électricité.
Rampe maxi : 48 %
Point de départ : Clark Ádám tèr (110 m)
Point d'arrivée : Szent György tèr (161 m)

### La mise en service
Ce funiculaire a 51m de dénivelé.

## Tracé et stations

### Liste des stations
|  |   |  | Station          | Desserte                                                                   | Correspondances |
|  | - |  | ---------------- | -------------------------------------------------------------------------- | --------------- |
|  | • |  | Szent György tér | Château de Buda Palais Sándor Église Notre-Dame-de-l'Assomption de Budavár |                 |
|  | o |  | Clark Ádám tér   | Széchenyi Lánchíd                                                          | 19 41           |